# Pegomya auctus
Pegomya auctus este o specie de muște din genul Pegomya, familia Anthomyiidae. A fost descrisă pentru prima dată de Harris în anul 1780. Conform Catalogue of Life specia Pegomya auctus nu are subspecii cunoscute.